# إليك كاي
إليك كاي (بالإنجليزية: Alec Kay)‏ هو لاعب كرة قدم بريطاني (وحمل سابقاً جنسية المملكة المتحدة لبريطانيا العظمى وأيرلندا) في مركز الظهير، ولد في 1879 في إدنبرة في المملكة المتحدة، وتوفي في 15 فبراير 1917 في سوم في فرنسا. لعب مع شيفيلد يونايتد.